# Obba (grzyby)
Obba Miettinen & Rajchenb. – rodzaj grzybów z klasy pieczarniaków (Agaricomycetes).

## Charakterystyka
Grzyby kortycjoidalne o owocniku rozpostartym, jednorocznym do dwuletniego, w stanie świeżym białym i miękkim, po wyschnięciu kremowym do ochrowego i twardym, nawet kruchym. Subikulum cienkie, po wyschnięciu widoczne w postaci linii. System strzępkowy monomityczny, strzępki ze sprzążkami, przeważnie cienkościenne do nieco grubościennych, w górnej części tramy z rozetami grubych kryształów, rurek i romboidalnych płytek. Strzępki w subikulum często zżelatynizowane. Cystyd brak, częste są natomiast cystydiole o kształcie od szypułkowatego do sutkowatego. Podstawki przeważnie maczugowate z 4 sterygmami. Bazydiospory kuliste lub prawie kuliste, z dużą, szklistą kropelką oleju, cienkościenne lub lekko grubościenne, gładkie, cyjanofilne.
Podobny, monomityczny system strzępek ze sprzążkami ma kilka innych rodzajów grzybów poliporoidalnych: Atraporiella, Ceriporiopsis, Erastia, Hapalopilus i Raduliporus. Żaden z nich jednak nie ma takiej samej kombinacji cech jak gatunki Obba: białe, cienkie, resupinowane owocniki, duże komórki hymenium, liczne cystydiole i niemal kuliste bazydiospory o nieco grubych ściankach. Filogenetycznie Obba jest umieszczana w kladzie Cinereomyces z Cinereomyces, Gelatoporia i Sebipora. Gatunki z kladu Cinereomyces mają wiele wspólnych cech: odradzające się, blado zabarwione i porowate owocniki, inkrustacja strzępek w tramie, zarodniki średniej wielkości, szklista lub błyszcząca, oleista substancja w strzępkach.

## Systematyka i nazewnictwo
Pozycja w klasyfikacji według Index Fungorum: Gelatoporiaceae, Polyporales, Incertae sedis, Agaricomycetes, Agaricomycotina, Basidiomycota, Fungi.
Gatunki:
- Obba rivulosa (Berk. & M.A. Curtis) Miettinen & Rajchenb. 2012
- Obba thailandica G.J. Ren & F. Wu 2017
- Obba valdiviana (Rajchenb.) Miettinen & Rajchenb. 2012

Wykaz gatunków i nazwy naukowe na podstawie Index Fungorum.
W Polsce występuje Obba rivulosa (wymieniona jako Ceriporiopsis rivulosa).